# Diplotaxis parpolita
Diplotaxis parpolita är en skalbaggsart som beskrevs av Patricia Vaurie 1960. Diplotaxis parpolita ingår i släktet Diplotaxis och familjen Melolonthidae. Inga underarter finns listade i Catalogue of Life.